# Московская верфь

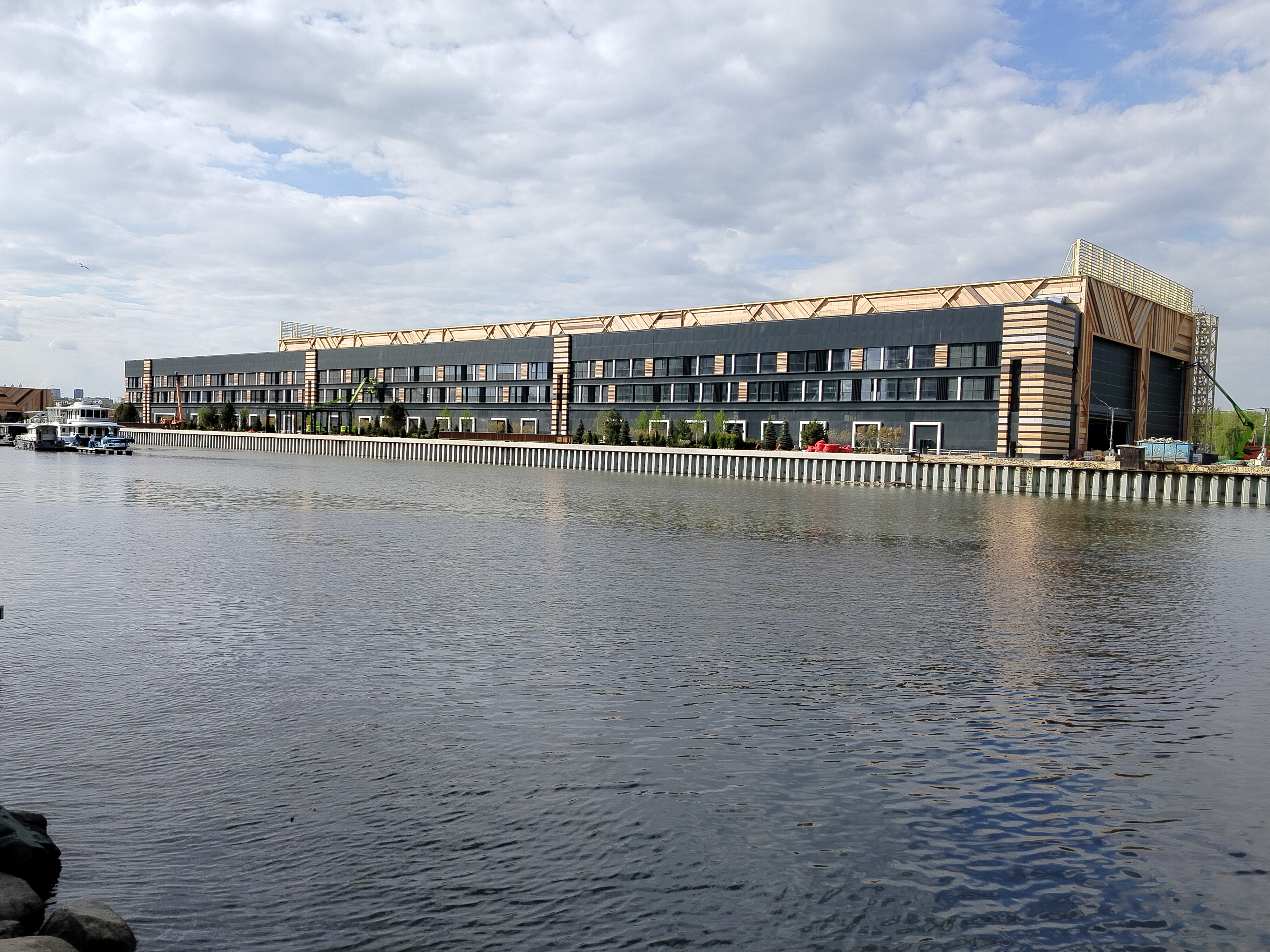
Здание Московской верфи на этапе завершения строительства. 7 мая 2025 года

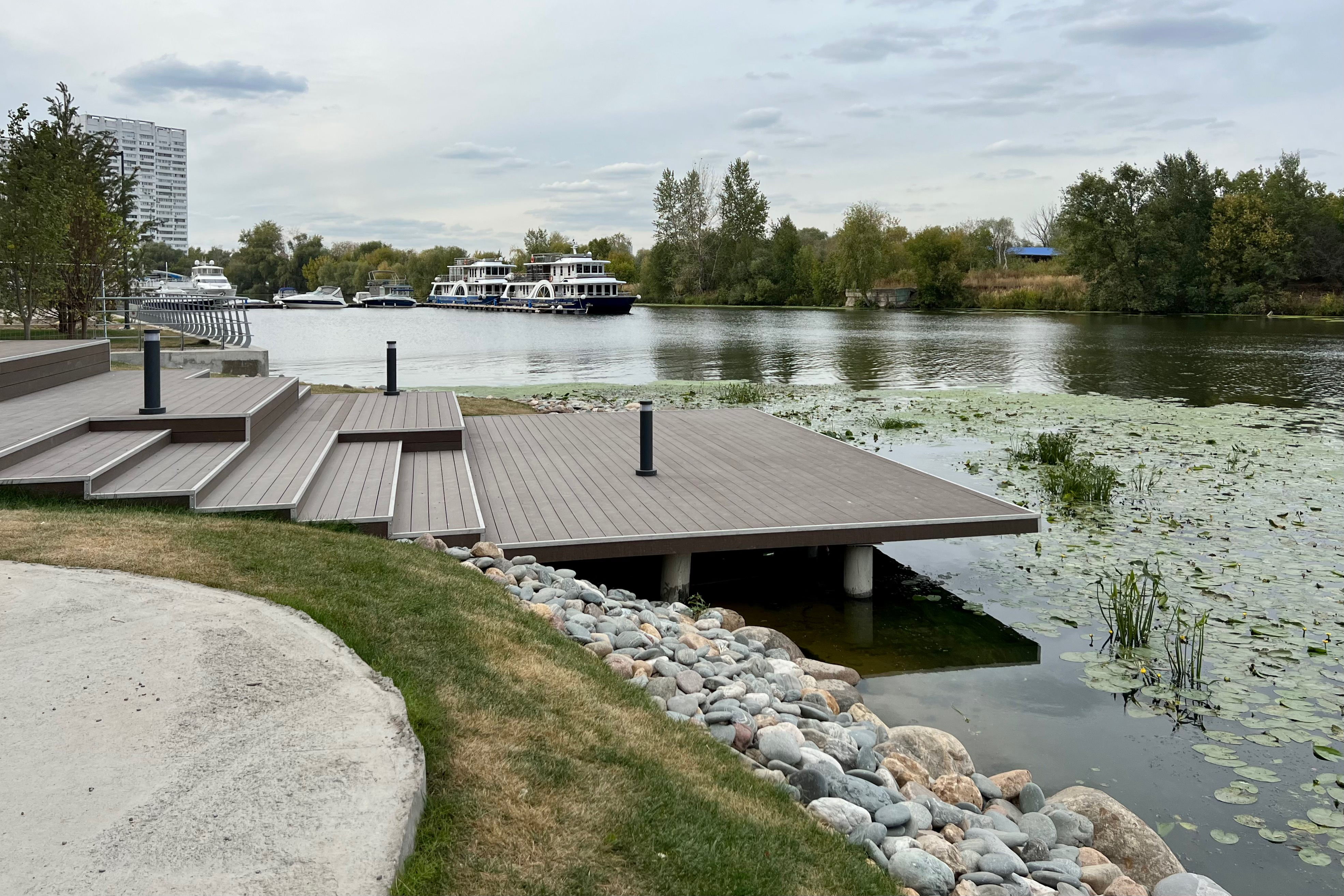
Место будущего строительства (на втором плане) в сентябре 2022 года

Московская верфь — строящееся (по состоянию на май 2025 года) предприятие, заказчиком строительства которого выступает правительство Москвы. Управление производством, по данным РБК, будет осуществляться АФК «Система» через компании Sitronics и Эмпериум, а заказчиком продукции выступит ГУП «Мосгортранс». На верфи планируется выпуск электросудов Ecobus, «Москва 2.0» и др.
Предприятие находится к северу от территории бывшего Московского судостроительного и судоремонтного завода, между Западный затоном и Бобровым островом, на месте бывшей коммунальной зоны на Меловом мысе.
Сергей Собянин во время осмотра строящейся верфи рассказал:
Электрические речные суда в Москве стали пользоваться ажиотажным спросом со стороны москвичей и туристов. Это говорит о том, что программа развития регулярного речного судоходства востребована. В связи с этим мы приняли решение о строительстве в Москве специального завода по производству экологически чистых электрических судов разных размеров. В год будет производиться около 20 судов. Завод должен заработать до конца этого года, таким образом обеспечив потребность в регулярных судах на Москве-реке, а в дальнейшем постепенно заместить вообще все суда на Москве-реке